# Wevelgem
Wevelgem este o comună neerlandofonă situată în provincia Flandra de Vest, regiunea Flandra din Belgia. La 1 ianuarie 2008 avea o populație totală de 30.930 locuitori. 

## Geografie
Comuna actuală Wevelgem a fost formată în urma unei reorganizări teritoriale în anul 1977, prin înglobarea într-o singură entitate a 3 comune învecinate. Suprafața totală a comunei este de 38,76 km². Comuna este subdivizată în secțiuni, ce corespund aproximativ cu fostele comune de dinainte de 1977. Acestea sunt:
| - I. Wevelgem - II. Gullegem - III. Moorsele |

Localitățile limitrofe sunt:
| - Comuna Menen: - a. Lauwe - b. Menen - Comuna Wervik: - c. Geluwe - Comuna Moorslede: - d. Dadizele | - Comuna Ledegem: - e. Ledegem - f. Rollegem-Kapelle - g. Sint-Eloois-Winkel - Comuna Kortrijk: - h. Heule - i. Bissegem - j. Marke |